# Anastomoneura guahybae
Anastomoneura guahybae is een schietmot uit de
familie Odontoceridae. De soort komt voor in het Neotropisch gebied.